# Anyai ösztön
Az Anyai ösztön (eredeti cím: Mothers' Instinct) 2024-ben bemutatott amerikai filmthriller, amelyet Benoît Delhomme rendezett. A főbb szerepekben Jessica Chastain, Anne Hathaway, Josh Charles és Anders Danielsen Lie látható. A film Olivier Masset-Depasse 2018-as francia nyelvű filmjének remakeje, amely Barbara Abel 2012-es Mothers' Instinct (franciául: Derrière la haine) című regényének adaptációja.
A film 2024. március 8-án jelent meg Litvániában, majd március 27-én az Egyesült Királyságban és Írországban. Magyarországon 2024. május 30-án mutatták be a Fórum Hungary forgalmazásában.

## Cselekmény
Az 1960-as években egy amerikai külvárosban Alice és Céline szomszédok, mindketten egykorú fiúk édesanyjai. Alice meglepetésbulit rendez Céline születésnapjára, amely során nyilvánvalóvá válik a férje és Alice közötti feszültség. Másnap Céline iskolás fia, Max betegen otthon marad. Alice észreveszi, hogy Max veszélyes testhelyzetből próbálja felakasztani az iskolában készített madáretetőt, és szólni akar a fiú anyjának, de nem tudnak elég gyorsan közbeavatkozni, így Max lezuhan és meghal. 
Fia halála után Céline eltávolodik Alice-tól, de egyre közelebb kerül fiához, Theóhoz. Max temetésén Theo észreveszi egyik saját játékát Max koporsójában, emiatt kiviharzik a szertartásról. A temetés után Céline egy hónapra ismeretlen helyre utazik, és amikor visszatér, kibékül Alice-szel. Theo még közelebb kerül Céline-hez, egészen odáig, hogy meghívja őt is a születésnapi partijára, Alice legnagyobb megdöbbenésére. A parti a várakozásoknak megfelelően zajlik, de utána Alice anyósa, Simon édesanyja hirtelen összeesik, és szívrohamban meghal.
Simon édesanyja gyógyszert szedett a szíve miatt, de az Alice kérésére elvégzett boncolás során nem találnak a szerre utaló nyomot a vérében. Alice arra gyanakszik, Céline placebóval cserélte ki a gyógyszert, de bizonyítani nem tudja sejtelmeit. Alice gyanúja tovább mélyül, amikor Theo kórházba kerül, miután Céline házában súlyos mogyoróallergiás reakció lépett fel a fiúnál. Alice úgy véli, Céline szándékosan bátorította Theót, hogy olyan ételeket egyen, amelyekre allergiás. Alice egy nap bemegy Céline házába, miközben ő nincs otthon, hogy megpróbáljon bizonyítékot találni, de Céline rajtakapja, és távozásra utasítja.
Alice és Simon azt fontolgatják, elköltöznek Céline mellől, de végül kibékülnek, miután Theo öngyilkossággal fenyegetőzik a viszályuk miatt. Még aznap este Céline megöli a férjét: kloroformmal elkábítja, majd felvágja a csuklóját öngyilkosságnak állítva be tettét. Alice és Simon megengedik a látszólag zaklatott Céline-nek, hogy náluk maradjon, de amíg Alice Céline házához megy összeszedni Céline maradék holmiját, Céline elkábítja Simont és Theót. Amikor Alice rájön erre, Céline és ő összeverekednek. Alice legyőzi Céline-t, de Céline később őt is elkábítja, majd Simonnal együtt megöli - leválasztja a kazánjuk csövét, gázszivárgást idézve elő a házban. Theo életét megkíméli, és később örökbefogadja.

## Szereplők
| Szerep        | Színész              | Magyar hang           |
| ------------- | -------------------- | --------------------- |
| Alice         | Jessica Chastain     | Kisfalvi Krisztina    |
| Céline        | Anne Hathaway        | Bogdányi Titanilla    |
| Simon         | Anders Danielsen Lie | Szatory Dávid         |
| Damian        | Josh Charles         | Széles Tamás          |
| Theo          | Eamon O’Connell      | Endrődi Regő          |
| Max           | Baylen D. Bielitz    | Holló-Zsadányi Norman |
| Jean nagymama | Caroline Lagerfelt   | Zsolnai Júlia         |

### Magyar változat
- Főcím: Egressy G. Tamás
- Magyar szöveg: Vajda Evelin
- Hangmérnök és vágó: Szabó Miklós
- Gyártásvezető: Boskó Andrea
- Szinkronrendező: Kosztola Tibor
- Produkciós vezető: Jávor Barbara

A szinkront a Dub 4 Stúdió készítette el.

## A film készítése
2020 októberében jelentették be, hogy Olivier Masset-Depasse-t szerződtették a rendezésre. Jessica Chastain és Anne Hathaway kapta a főszerepet a filmben, a producer pedig Chastain produkciós cége, a Freckle Films volt. 2022 júniusában Benoît Delhomme váltotta Masset-Depasse-t a rendezői székben, miután „családi kötelezettség miatt” távoznia kellett, Delhomme-nak pedig ez volt a rendezői debütálása. Josh Charles és Anders Danielsen Lie is csatlakozott a szereplőgárdához.
A forgatás 2022. május 25-én kezdődött a New Jersey állambeli Union megyében.

## Bemutató
2022 májusában a Neon megszerezte a film amerikai forgalmazási jogait. A következő hónapban a StudioCanal megvásárolta az Egyesült Királyság és Írország, míg az Amazon MGM Studios Kanada, Ausztrália és Új-Zéland forgalmazási jogait.
Az Anyai ösztön című filmet Litvániában 2024. március 8-án mutatták be. Az Egyesült Királyságban 2024. március 27-én került a mozikba. 2024. május 24-én Kínában 2500 moziban vetítették. Spanyolországban 2024. június 14-én jelent meg 290 moziban a Vértice 360 forgalmazásában.